# Gestern und heute
Gestern und heute (Wahlfilm Nr. 2) ist ein propagandistischer deutscher Dokumentar-Kurzfilm von 1938 unter der Regie von Hans Steinhoff ohne Spielhandlung, produziert von der NSDAP Reichspropagandaleitung, Hauptabteilung IV (Film), Berlin.

## Inhalt
Mit Hilfe einer suggestiven Stimme untermauert der Film seinen dokumentarischen Charakter und Wahrheitsanspruch. In mehreren Sequenzen werden die wirtschaftlichen, sozialen, politischen und militärischen Verhältnisse Deutschlands zur Zeit der Weimarer Republik mit der Zeit ab 1933 verglichen. Die angebliche Misere von gestern wird der positiven Entwicklung, die Deutschland genommen habe, seit eine Führerpersönlichkeit wie Adolf Hitler das Ruder steuere, gegenübergestellt.
Gezeigt wird, wie es im Deutschland von gestern ausgesehen habe: Menschenleere Fabriken, Werkstätten ohne Arbeit, tote Häfen. Deutschland sei seinerzeit ein Friedhof geworden, damit hätten die Nationalsozialisten aufgeräumt, die Schornsteine würden wieder rauchen. Dann folgt Hitlers Auftritt im November 1933 vor Mitarbeitern der Siemens-Schuckert-Werke in Berlin-Siemensstadt:  Er spricht davon, dass er aus ihnen selbst herausgewachsen sei. Nicht die intellektuellen Schichten hätten ihm den Mut gegeben, dieses gigantische Werk zu beginnen, den Mut habe er nur gefasst, weil er zwei Schichten gekannt habe: den deutschen Bauern und den deutschen Arbeiter. Suggestive Bilder, die den Aufschwung veranschaulichen sollen, folgen.
Die Off-Stimme spricht von verschuldeten Bauern, Vieh, das versteigert werde und gepfändeten Ernten. Dem gegenüber stehen heute Bilder von wogenden Kornfeldern und die Sicherheit des täglichen Brotes, welches die besten Garanten für die Unabhängigkeit eines freien Volkes seien.
Ein volksfremdes System habe die Jugend verkommen lassen. Dem werden marschierende Jugendliche gegenübergestellt und die Off-Stimme erklärt, dass der deutsche Junge der Zukunft schlank und rank, flink wie ein Windhund, zäh wie Leder und hart wie Kruppstahl sein müsse.
Gestern wurde gestreikt, gestempelt und die Zeit totgeschlagen, sieben Millionen seien ohne Arbeit und Brot gewesen, eine Inflation die Folge. Heute gebe es Vollbeschäftigung statt Arbeitslosigkeit, die Wirtschaft floriere und die Menschen seien in Arbeit und Lohn. Gestern hätten die Parteien den Himmel auf Erden versprochen, aber das Volk habe weiter gehungert. Hitlers habe nichts versprochen – er habe geschafft. Die Besetzung des Rheinlands habe zu Deutschlands tiefster Erniedrigung geführt. Heute sei das Rheinland wieder frei und Hitler verkündet dazu: „Welche stolzere Befriedigung kann es auf dieser Welt für einen Mann geben, als die Menschen der eigenen Heimat in die größere Volksgemeinschaft geführt zu haben.“
Der Film schließt mit der Parole: „Ein Volk – ein Reich – ein Führer. Deutschland Sieg Heil!“

## Produktionsnotizen und Hintergrund
Der Film hat eine Länge von 309 m, was 11 Minuten entspricht. Am 7. April 1938 (B.48136) wurde er einer Zensur unterzogen und für jugendfrei befunden mit dem Zusatz „feiertagsfrei/Lehrfilm“.
Seinerzeit wurden zwei Kompilationsstreifen gedreht:
- Wort und Tat. (Wahlfilm Nr. 1)  von Gustav Ucicky und
- Gestern und heute (Wahlfilm Nr. 2) von Hans Steinhoff.

Im Filmarchiv, Kapitel Strategische Mobilisierung, heißt es dazu, dass diese beiden Filme den Regisseuren „zugeschrieben“ worden seien, „möglicherweise aber hauptsächlich von der Filmabteilung der RPL unter der künstlerischen Leitung von deren Abteilungsleiter Hans Weidemann zusammengestellt“ worden seien.
Beide Filme kamen in einer Gesamtauflage von 5560 Kopien im Abstand von einer Woche als Beiprogramm in die Kinos (Wahlfilm Nr. 1 ab 28. März, Wahlfilm Nr. 2 ab 2. April 1938). Außerdem wurden sie zusätzlich im Rahmen zahlloser, von der Partei in Österreich und Deutschland veranstalteter Wahlveranstaltungen gezeigt. Auch wurde stets für einen festlichen Rahmen gesorgt.
Der Wahlfilm Gestern und heute lief seinerzeit im Kino vor Hans Steinhoffs Historienfilm Tanz auf dem Vulkan und entstand anlässlich der Abstimmung über die Notwendigkeit des Anschlusses Österreichs an das Deutsche Reich. Hans Steinhoff, 1882 geboren und 1945 bei einem Flugzeugabschuss ums Leben gekommen, gilt als einer „der prominentesten, professionellsten und zweifellos begabtesten Filmregisseure des Dritten Reichs“. Dass Steinhoff Hitler verehrt hat, ist wohl unstrittig, dass er langjähriges Mitglied der NSDAP und sogar Träger des goldenen Parteiabzeichens war, stimmt hingegen nicht.

## Kritik
Das Zeughauskino (hc) urteilte: Eine gefährlich gut gelungene, wirkungsvolle Propaganda-Montage.
Das Österreichische Filmarchiv schrieb über den Film: „‚Wahlfilm Nr. 2‘ ist ein in sich geschlossener, mit klaren Zielsetzungen überlegt durchstrukturierter, filmisch gestalteter Propagandafilm, der die Handschrift von Könnern aufweist. Wie sein Vorgänger ‚Wort und Tat‘ geht er von einer Gegenüberstellung der politischen, wirtschaftlichen und sozialen Entwicklungen in Deutschland vor und nach 1933 aus. Anders als dieser greift er dabei nicht auf die Aussagen verschiedener Parteibonzen zurück, sondern konzentriert sich ausschließlich auf Hitler und markig-einprägsame Filmausschnitte aus dessen Reden. Die Interpretation des dazwischen gezeigten Bildmaterials wird von einem überwiegend mit belehrend suggestiver Stimme aus dem Off vorgetragenen Kommentar gesteuert.“